# 鍋蓋山
鍋蓋山（なべぶたやま）は、兵庫県神戸市北区に位置する山。六甲山系に属する。

## 登山
鍋蓋山は、六甲全山縦走路のルート上にあり、再度公園から隣の菊水山への登山道が整備されている。また、鈴蘭台東町方面、七三峠方面からの登山道も整備されている。
各ルートの所要時間は下記の通り。
- 鈴蘭台東町9丁目-鍋蓋北谷-山頂 約50分
- 祥福寺-平野谷-七三峠-山頂 約120分
- 再度公園-再度越-山頂 約30分

## 周辺施設
- 再度公園
- 天王吊橋 - 六甲全山縦走路の吊り橋